# Chalcotropis gulosa
Chalcotropis gulosa är en spindelart som först beskrevs av Simon 1877.  Chalcotropis gulosa ingår i släktet Chalcotropis och familjen hoppspindlar. Inga underarter finns listade i Catalogue of Life.